# Грем'яч
Грем'я́ч — село в Україні, у Новгород-Сіверській міській громаді Новгород-Сіверського району Чернігівської області. До 2020 орган місцевого самоврядування — Грем'яцька сільська рада. Населення до війни 2022 року становило 1 399 осіб. Після 2022 року більшість населення виїхало через постійні обстріли. 
Село відоме як найпівнічніший населений пункт України.

## Географія
Село Грем'яч знаходиться на правому березі річки Судость, на кордоні з Росією. Селом протікає невелика річка Грем'ячка (притока Судості), південною околицею села протікає річка Рогозна (притока Десни). До села примикає село Богданове. На протилежному березі річки Судость село Колос.
Поруч із селом проходить автомобільна дорога Н27.

## Археологічні розвідки
Грем'яч вперше згадується у 1604 р., на думку деяких дослідників засноване у 13 ст. На території села виявлена стоянка епохи мезоліту (8-10 тис. до н. е.), поселення епохи неоліту — бронзи (5-2 тис. до н. е.), 2 городища (6-3 ст. до н. е.), а також ранньослов'янське (3-5 ст.) та Київської Русі (9-13 ст.).

## Історія
Перша згадка про село Грем’яч датується 1604-м роком, але, на думку деяких дослідників, воно було засноване в 13 столітті.
На території села у 1747 р. була побудована Церква Різдва Богородиці.
Як свідчить «Новий і повний географічний Словник російської держави або лексикон, що описує озвученим порядком …. великої імперії російської в нинішньому стані, за царювання імператриці Катерини Великої…» Ч.І(А-Ж), -М.1788 рік, «Грем'яч, містечко Новогородського-Сіверського Намісництва в Стародубовському повіті. У ньому бувають щотижневі торжки, на які з'їжджаються навколишні жителі, і торгують різними дріб'язковими товарами».
За даними на 1859 рік у козацькому й власницькому містечку Новгород-Сіверського повіту Чернігівської губернії мешкало 2003 особи (972 чоловічої статі та 1031 — жіночої), налічувалось 390 дворових господарств, існувала православна церква.
У квітні 1861 року селяни, обурені грабіжницьким характером реформи, виступили проти поміщиці Ладомирської, однак карний загін придушив цей виступ.
Станом на 1886 у колишньому державному й власницькому містечку Кам'янсько-Слобідської волості мешкало 2171 особа, налічувалось 428 дворових господарств, існували 2 православні церкви, єврейський молитовний будинок, 2 постоялих двори, 11 лавок, водяний млин, відбувалось 6 ярмарків на рік.
За даними на 1893 рік у поселенні мешкало 2949 осіб (1439 чоловічої статі та 1510 — жіночої), налічувалось 650 дворових господарств.
За переписом 1897 року кількість мешканців зросла до 3278 осіб (1584 чоловічої статі та 1694 — жіночої), з яких 2922 — православної віри, 353 — юдейської.
В Грем’ячі було два водяних млини; цегельний, маслобійний, винний і тютюновий заводи.
У 1905-1907 роках відбувалися мітинги, сутички селян з поліцією. У ніч на 5 вересня 1907 року селяни здійснили потраву поміщицьких посівів, а через декілька днів підпалили амбар із зерном та стоги сіна. Коли прибули карателі, учасники виступу напали на пристава. У сутичці загинули дві людини.
У 1909 році засноване Грем’яцьке вище початкове училище. Мало 4 класи. У 1915 році у ньому навчалося 99 учнів (65 хлопців, 34 дівчини).
До наших днів зберігся парк у центрі села з лип та кленів, де на березі штучного водоймища, створеного працею кріпаків, знаходився маєток князя Голіцина.
Відомо, що під час революційних подій загін Литовченка висувався через Новгород-Сіверський до містечка Грем'яч, де розправлявся з більшовиками.
1923 – містечо стало частиною Мамекинського району Новгород-Сіверської округи, 773 дворів, 3872 мешканція, хоча мало у понад 2 рази більше дворів і населення, ніж райцентр.
У 1959 р. Грем'яч утратив статус райцентру — Грем'яцький район приєднаний до Новгород-Сіверського району.
12 червня 2020 року, відповідно до розпорядження Кабінету Міністрів України № 730-р «Про визначення адміністративних центрів та затвердження територій територіальних громад Чернігівської області», увійшло до складу Новгород-Сіверської міської громади.
19 липня 2020 року, в результаті адміністративно - територіальної реформи та ліквідації колишнього Новгород-Сіверського району, село увійшло до новоствореного Новгород-Сіверського району Чернігівської області.

### Російсько-українська війна 2022 року
7 грудня 2022 року росіяни обстріляли околиці села. Так з 13:50 до 14:00 зафіксовано 16 приходів, імовірно, зі 120-міліметрового міномета в районі села Грем’яч.
4 липня 2023 року російські терористи 10 разів відкривали вогонь у бік Чернігівщини. Стріляли із мінометів, САУ та «градів». Всього нарахували майже 110 вибухів. Під вогнем була територія біля сіл Ясна Поляна, Гремʼяч, Буда Воробʼївська, Михальчина Слобода Новгород-Сіверської громади, сіл Зоря, Карповичі, Тимоновичі, Семенівської громади, а також сіл Містки та Клюси Сновської громади.
15 квітня 2024 року село тричі було обстріляно російськими агресорами.
29 квітня 2024 року російські війська обстріляли села у прикордонних громадах Чернігівщини. Вогонь вели з мінометів, безпілотників та літака. У напрямку села зафіксовано два приходи, ймовірно, вибухові пристрої, скинуті з БпЛА.
У листопаді 2024 року біля села було встановлено російський прапор. 15 листопада російські пропагандистські ЗМІ оголосили, що село під контролем росії, проте того ж дня речник ДПСУ полковник Андрій Демченко спростував заяви російських пропагандистів.

## Населення

### Мова
Розподіл населення за рідною мовою за даними перепису 2001 року:
| Мова            | Кількість | Відсоток |
| --------------- | --------- | -------- |
| російська       | 1183      | 81.34%   |
| українська      | 215       | 15.37%   |
| інші/не вказали | 1         | 3.29%    |
| Усього          | 1399      | 100%     |

## Відомі люди
Язеп Льосік — діяч білоруської політики та культури, вчителював у Грем'ячі у 1903—1905.
Ігор Левенок — журналіст, уродженець Грем'яча.

## Пам'ятки
- Гідрологічний заказник Рогозинське.